# Филотея Търновска
Преподобна Филотея е светица и отшелница. Нейните мощи са пренесени в Търново и престояват в града около 200 години, преди да преминат във Видин, Сърбия и накрая в румънския град Куртя де Арджеш.

## Житие
Преподобна Филотея е родена във византийския град Поливот (Южна Тракия). Нейните родители дълги години са бездетни и след дълги молитви се сдобиват с дъщеря.
Филотея получава много добро за времето образование и когато достига пълнолетие, тя е омъжена против волята си. Понеже не обича своя мъж, успява да го склони да живеят целомъдрено. След известно време мъжът ѝ умира. Филотея остава вдовица и се заселва на острова всред близкото езеро, където си построява отшелническа килия. Там се подвизава сама в пост, непрестанна молитва, всенощни бдения, сълзи и безмълвие. За тази ѝ ревност и любов Бог ѝ дарува благодатта на чудотворната молитва и мъдростта да поучава. При нея идват духовни лица и много народ да чуят нейните благочестиви съвети. Някои получават изцеление по нейните молитви.
От прекомерното въздържание тя съвсем отслабва, предвижда своята кончина и предава Богу дух на 7 декември (годината е неизвестна). Светите ѝ мощи се оказват нетленни и извършват множество чудеса.

## Пътят на светите мощи
През ХІІІ век мощите на Света Филотея са тържествено пренесени от Поливот в Търново от цар Калоян. В старата столица те пребивават близо 200 години. След падането на Търновска България под османско владичество (1393 г.) те са пренесени във Видин от митрополит Йоасаф Бдински и Константин II Асен. Когато е превзет и Видин (1396 г.), те са взети от Сърбия, а по-късно от Румъния. Днес светите мощи на Преподобна Филотея се намират в град Куртя де Арджеш, Румъния.
Житието на Преподобна Филотея, което е запазано, е съставено от св. патриарх Евтимий Търновски. Пренасянето на мощите ѝ от Търново във Видин е описано от видинския митрополит Йоасаф, съвременник на патриарх Евтимий.

## Памет
Днес Българската православна църква чества паметта на Света Филотея на 7 декември всяка година.